# Bunk Foss (Washington)
Bunk Foss es un lugar designado por el censo ubicado en el condado de Snohomish en el estado estadounidense de Washington. En el año 2010 tenía una población de 3.570 habitantes.

## Geografía
Bunk Foss se encuentra ubicado en las coordenadas 47°57′42″N 122°5′40″O / 47.96167, -122.09444.